# Epidendrum karstenii
Epidendrum karstenii är en orkidéart som beskrevs av Heinrich Gustav Reichenbach. Epidendrum karstenii ingår i släktet Epidendrum och familjen orkidéer. Inga underarter finns listade i Catalogue of Life.